# Roberto Cáceres
Roberto Enrique Cáceres Torrealba (Santiago, Chile, 25 de mayo de 1978) es un exfutbolista chileno. Jugaba de defensa y su último club fue Deportes Valdivia de la Segunda División.

## Clubes
| Club                 | País   | Año       |
| -------------------- | ------ | --------- |
| Universidad de Chile | Chile  | 1996-1999 |
| Deportes Concepción  | Chile  | 2000      |
| Universidad de Chile | Chile  | 2001      |
| Deportes Temuco      | Chile  | 2002      |
| Universidad de Chile | Chile  | 2003-2004 |
| Cruz Azul Oaxaca     | México | 2005-2006 |
| Cruz Azul Hidalgo    | México | 2006-2007 |
| Palestino            | Chile  | 2007      |
| O'Higgins            | Chile  | 2008      |
| Lobos de la BUAP     | México | 2008-2011 |
| Trasandino           | Chile  | 2012      |
| Deportes Linares     | Chile  | 2013-2014 |
| Deportes Valdivia    | Chile  | 2014-2015 |

## Palmarés

### Campeonatos nacionales
| Título           | Club                 | País  | Año    |
| ---------------- | -------------------- | ----- | ------ |
| Primera División | Universidad de Chile | Chile | 2004-A |